# Bergerue
Bergerue est une rue piétonne du centre de Liège reliant la rue de la Casquette à la rue du Pot d'Or.

## Toponymie
La rue porte ce nom au moins depuis le régime français. En wallon, elle se nomme Bèrdjîrowe. Auparavant, elle est nommée Mangerue ou Minguirue en rapport avec le terme wallon mangon signifiant boucher.
Comme quelques autres voiries liégeoises, Bergerue indique la qualité de la voirie en suffixe comme Potiérue et Jonruelle.

## Description
Cette ancienne rue étroite, plate et pavée fait partie du Carré. Dans les années 1980, elle est aménagée en zone piétonne.

## Architecture
- Au no 4, se trouve une maison bâtie à la fin du XVIIe siècle. Le rez-de-chaussée a été érigé en pierre calcaire alors que les étages sont en brique et colombages[1]. Cet immeuble est repris sur la liste du patrimoine immobilier classé de Liège depuis 1985.
- Au no 20, se trouve une maison bâtie pendant la seconde moitié du XVIIe siècle. Les étages sont en brique et colombages[2].

## Voies adjacentes
- Rue de la Casquette
- Rue du Pot d'Or